# Otto Martineck
Otto Wilhelm Bruno Martineck (* 16. April 1874 in Adelnau; † 25. Dezember 1951 in Bonn) war ein deutscher Sanitätsoffizier, Ministerialbeamter und Professor.

## Leben
Otto Martineck war ein Sohn des Bürgermeisters von Adelnau Bruno Martineck und Emilie, geb. Hoffmann.
Er besuchte das Gymnasium in Ostrowo im Regierungsbezirk Posen. Ab 1894 leistete er Militärdienst und studierte an der Kaiser-Wilhelms-Akademie in Berlin Medizin. 1898 promovierte er an der Universität Berlin mit dem Thema Ueber die Unterscheidung des Todes durch Erhängen und durch Erdrosseln.
Anschließend trat er als Unterarzt in die militärärztliche Laufbahn ein und kam in das Infanterie-Regiment 46 nach Posen. 1900 erhielt er seine Approbation und wurde Assistenzarzt. Er legte 1903 seine Kreisarztprüfung ab. Ab 1904, seit 1902 Oberarzt, war er im Sanitätsamt in Posen. 1906 wurde er Stabsarzt (Beförderung am 17. November 1906) und war Dozent für militärärztliches Bildungswesens an der Kaiser-Wilhelms-Akademie. Von 1907 bis 1911 war er als Assistent an der Berliner Charité und kam anschließend als Hilfsreferent in die Medizinalabteilung des Kriegsministeriums. Hier war er von 1914, ab 1915 Oberstabsarzt, bis 1919 ärztlicher Referent für das Ersatz- und Versorgungswesens. Im Frühjahr 1915 hatte er einige Zeit an der Front verbracht, bevor er wieder zurück in das Kriegsministerium kam.
Im Mai 1921 wurde er Generaloberarzt.
Im August 1918 erhielt er den Titel Professor und wechselte 1919 in das Reichsarbeitsministerium. Hier war er von 1920, im gleichen Jahr zum Ministerialrat befördert, bis zu seinem Ruhestand 1944 Leiter der ärztlichen Abteilung. 1927 wurde er Ministerialdirigent. In dieser Position war er u. a. maßgeblich bei der Gestaltung der Heilbehandlung von Kriegsbeschädigten und des ärztlichen Gutachterwesens aktiv.
Martineck war bei der Gründungsversammlung der Deutschen Gesellschaft für Unfallheilkunde am 23. September 1923 in Leipzig anwesend und wurde 1950 Ehrenmitglied der Gesellschaft. Bis zur Auflösung 1933 war er Mitglied der Deutschen Volkspartei. Ab 1933 war er Mitglied der NSOG und NSKOV, ab 1934 des RDB und ab 1936 der NSV. Ab der Gründung 1937 war er förderndes Mitglied des NSFK.
Ab 1907 gehörte er der Deutschen Militärärztlichen Gesellschaft an und war Mitglied des Reichsverbands Deutscher Offiziere.
Er wirkte am Lehrbuch der Militärhygiene mit, welches von 1910 bis 1913 in fünf Bänden erschien. Ebenso war er als Mitherausgeber der Zeitschrift Archiv für Soziale Hygiene und Demographie und von 1926 bis 1944 als Herausgeber der Zeitschrift Arbeit und Gesundheit aktiv.
1910 heiratete er Johanna Charlotte Therese Brandt (1880–1967).

## Auszeichnungen (Auswahl)
- Kronenorden 4. Klasse: 1906
- Eisernes Kreuz I. Klasse: 1917
- Friedrich-August-Kreuz 1. Klasse: 1918
- Ehrenkreuz des Deutschen Roten Kreuzes 1. Klasse: 1934

## Werke (Auswahl)
- Gesetz über Kapitalabfindung an Stelle von Kriegsversorgung (Kapitalabfindungsgesetz) in sozialmedizinischer Beleuchtung. Fischer, Jena, 1916.
- gemeinsam mit Johannes Krohn und Michael Bauer: Ausdehnung der Unfallversicherung auf gewerbliche Berufskrankheiten. Hobbing, Berlin, 1926.
- Betätigung des Reichsarbeitsministeriums auf dem Gebiete der Volksgesundheitspflege. Reichsdruckerei, Berlin, 1927.
- gemeinsam mit Friedrich Wankelmuth und Andreas Grieser: Richtlinien über Gesundheitsfürsorge in der versicherten Bevölkerung. Hobbing, Berlin, 1929.
- Zur Ausbildung des ärztlichen Nachwuchses in der sozialen Medizin. Rechts- und Wissenschaftsverlag, München, 1931.
- gemeinsam mit Hans Kühne: Einführung in die deutsche Sozialversicherung und Kriegsbeschädigtenversorgung. Hobbing, Berlin, 1932.